# Jean-Baptiste Charles Gazailhan
Jean-Baptiste Charles Gazailhan (né à Bordeaux le 14 mai 1811, mort à Bordeaux le 9 janvier 1872), est un ecclésiastique qui fut évêque de Vannes  de 1863 à 1865.

## Biographie
Originaire de Bordeaux Il fut successivement vicaire à Bordeaux de la basilique Saint-Seurin le 1er janvier 1834, de l'église Saint-Martial en 1836 et de l'Notre-Dame le 1er janvier 1838, aumônier de la prison en 1848, curé de Quinsac en novembre 1848 et professeur à la faculté de théologie de l'université de Bordeaux en 1850. Nommé évêque de Vannes en 1863 et confirmé le 21 décembre, il résigne son siège épiscopal en 1865. Il est chancelier de l'ordre du chapitre de Saint-Denis.

## Armes
D'azur au chevron d'or accompagné de 3 flambeaux d'argent allumés de gueules, au chef d'argent chargé de 3 croisettes de gueules. 